# هنري أكينواندي
هنري أكينواندي (بالإنجليزية: Henry Akinwande)‏ مواليد 12 أكتوبر 1965 في لندن، هو ملاكم بريطاني سابق صنّف ضمن فئة الوزن الثقيل. حقق بطولة منظمة الملاكمة العالمية. سبق أن شارك في دورة الألعاب الأولمبية الصيفية.

## إحصائيات
خاض خلال مسيرته 55 نزالا، فاز في 50 وتعادل في 1 وخسر في 4. فاز بالضربة القاضية في 30 نزالا.

## روابط خارجية
- هنري أكينواندي على موقع بوكس ريك (الإنجليزية) (registration required)
- هنري أكينواندي على موقع أوليمبيديا (الإنجليزية)
- هنري أكينواندي على موقع اللجنة الأولمبية البريطانية (الإنجليزية)